# 图恩湖
图恩湖（德語：Thunersee）是瑞士伯尔尼州的湖泊，位于阿尔卑斯山北坡，得名于其北岸的城市图恩。湖泊面积为47.85平方千米，是瑞士全部位于单一联邦州境内的最大的湖。湖泊长17.5千米，最大宽度为3.5千米，最大深度为217米。

## 历史和地理
图恩湖的水源来自东南方比它高6米的布里恩茨湖，以及Kander等溪流。图恩湖是冰河时代的产物，原本与布里恩茨湖是一个湖泊，历史地理学家称为Wendelsee。
大雨之后，图恩湖大约2,500 km²的排水区常会发生水灾，这是因为图恩湖的出口阿勒河排水能力有限。

## 经济和旅游业
渔业相当重要，有不少职业渔民。2001年捕获量为53吨。1835年起湖上开行客船，现在共有10艘，由当地铁路运营商BLS股份公司经营。